# Palacio de Domiciano

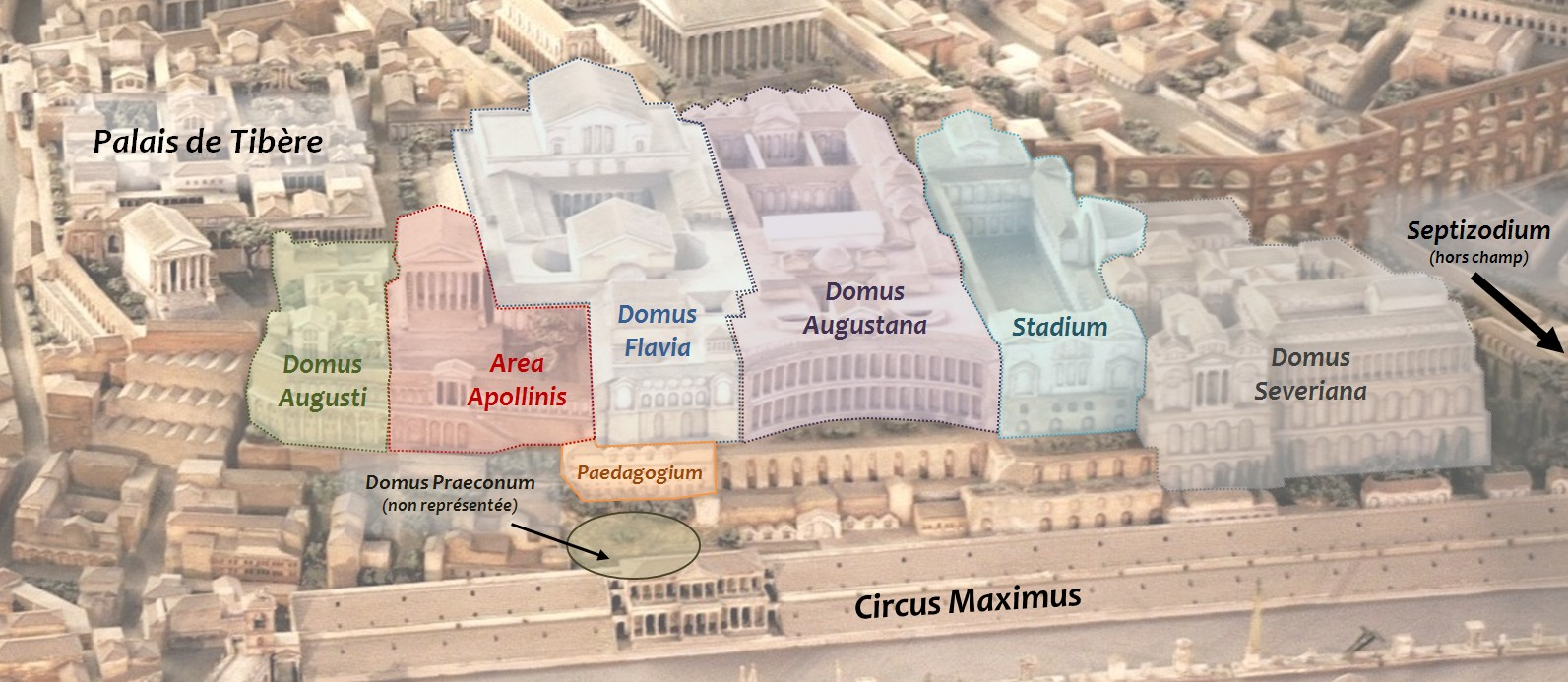
Nombre de las tres partes principales del Palacio de Domiciano

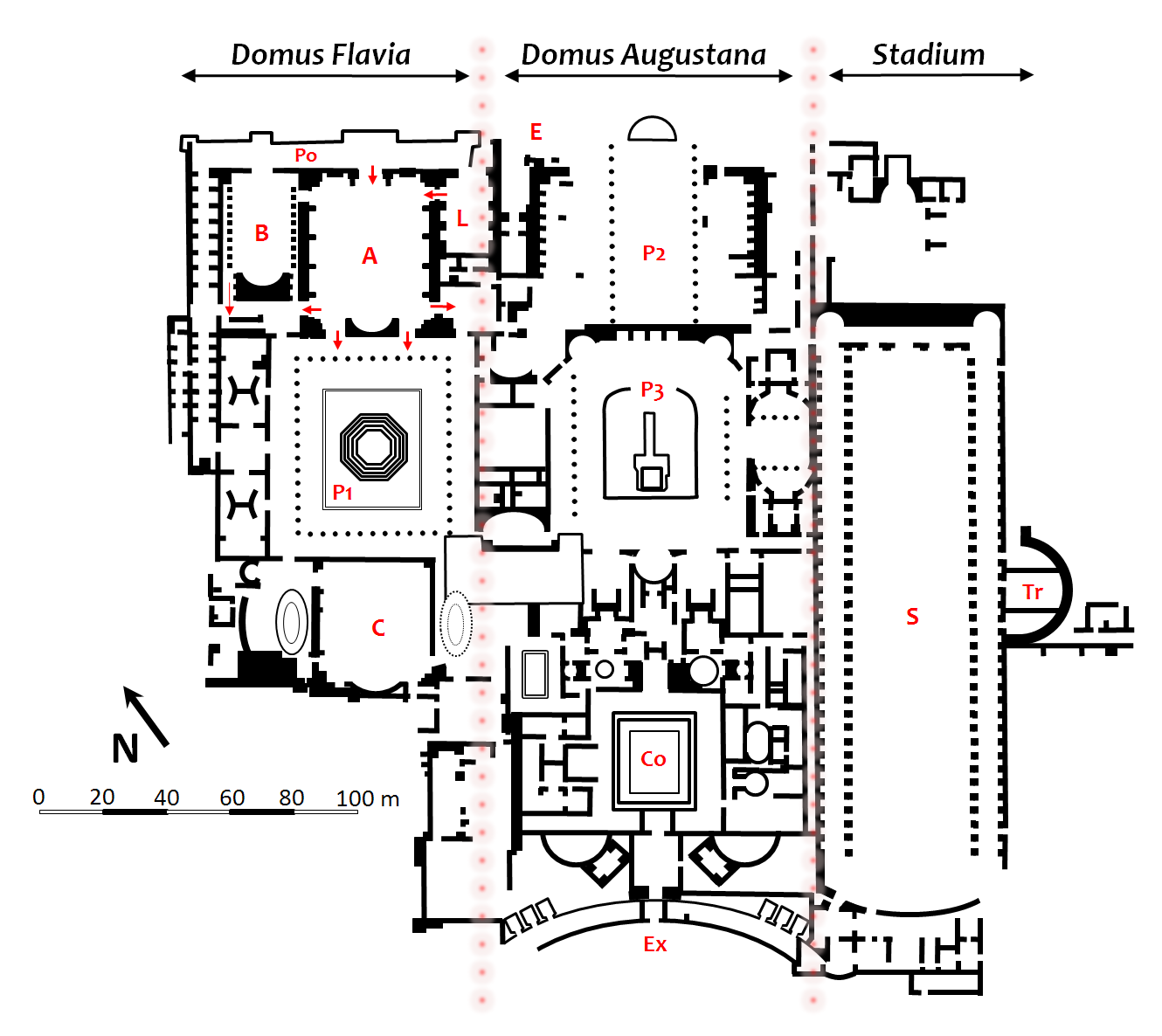
Domus Augustana: P2: 2nd peristyle P3: 3rd peristyle Co: courtyard Ex: grand exedra S: Stadium Tr: Tribune of the Stadium

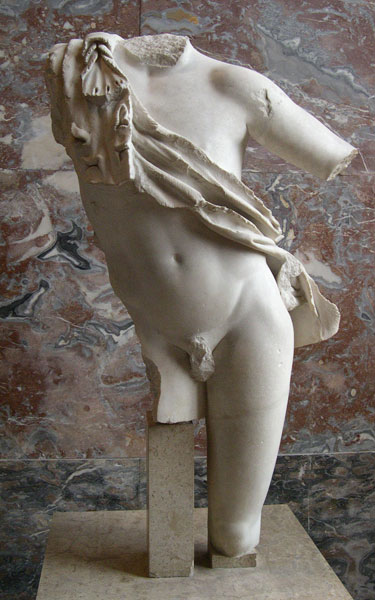
Torso de tipo sátiro inclinado. Mármol, copia romana del reinado de Domiciano (81-96 d. C.) según un original griego del Procedente del Palacio de Domiciano.

El Palacio de Domiciano fue construido como residencia oficial del emperador romano Domiciano en el año 81-92 d. C. y fue utilizado como tal por los emperadores posteriores. Sus restos se asientan en la cima y dominan la Colina del Palatino en Roma, junto a otros palacios.
El Palacio es una estructura masiva separada hoy en día en tres áreas, en parte siguiendo la forma en que los asuntos de negocios y la vida privada se separaron para que pudieran llevarse a cabo en paralelo. Los nombres modernos utilizados para estas partes son:
- Domus Flavia
- la Domus Augustana[2]
- El jardín o "estadio".

No ha sido expuesto en su totalidad, ya que algunas partes se encuentran bajo edificios más recientes.
El palacio fue uno de los muchos proyectos arquitectónicos de Domiciano, que también incluyen la renovación del Circo Máximo, la renovación del Panteón, y la construcción de tres templos que deificaban a los miembros de su familia: el templo de Vespasiano y Tito, el Porticus Diuorum, y el Templo de la gens Flavia.

## Historia
Fue diseñado por el arquitecto Rabirius. El palacio se construyó sobre edificios anteriores, especialmente la Domus Transitoria de Nerón y la republicana Casa de los Grifos, de los que se han descubierto importantes restos.
Bajo el reinado de Septimio Severo, se añadió una gran extensión a lo largo de la ladera suroeste de la colina que da al Circo Máximo conocida como la Domus Severiana, pero por lo demás el grueso del palacio, tal y como se construyó bajo Domiciano, permaneció grandemente intacto durante el resto del Imperio. El Palacio funcionó como residencia oficial de los emperadores romanos hasta la caída del Imperio Romano de Occidente en el siglo V d. C. Fue restaurado por Teodorico en el siglo VI d. C., pero abandonado poco después de la ocupación bizantina de Roma cuando el exarcado de Italia se trasladó definitivamente a Rávena. Su último ocupante conocido fue el general bizantino Narsés. 

## Domus Flavia
La Domus Flavia era el ala pública del Palacio.

## Domus Augustana
La Domus Augustana era el ala privada del palacio.

## El Jardín oEstadio

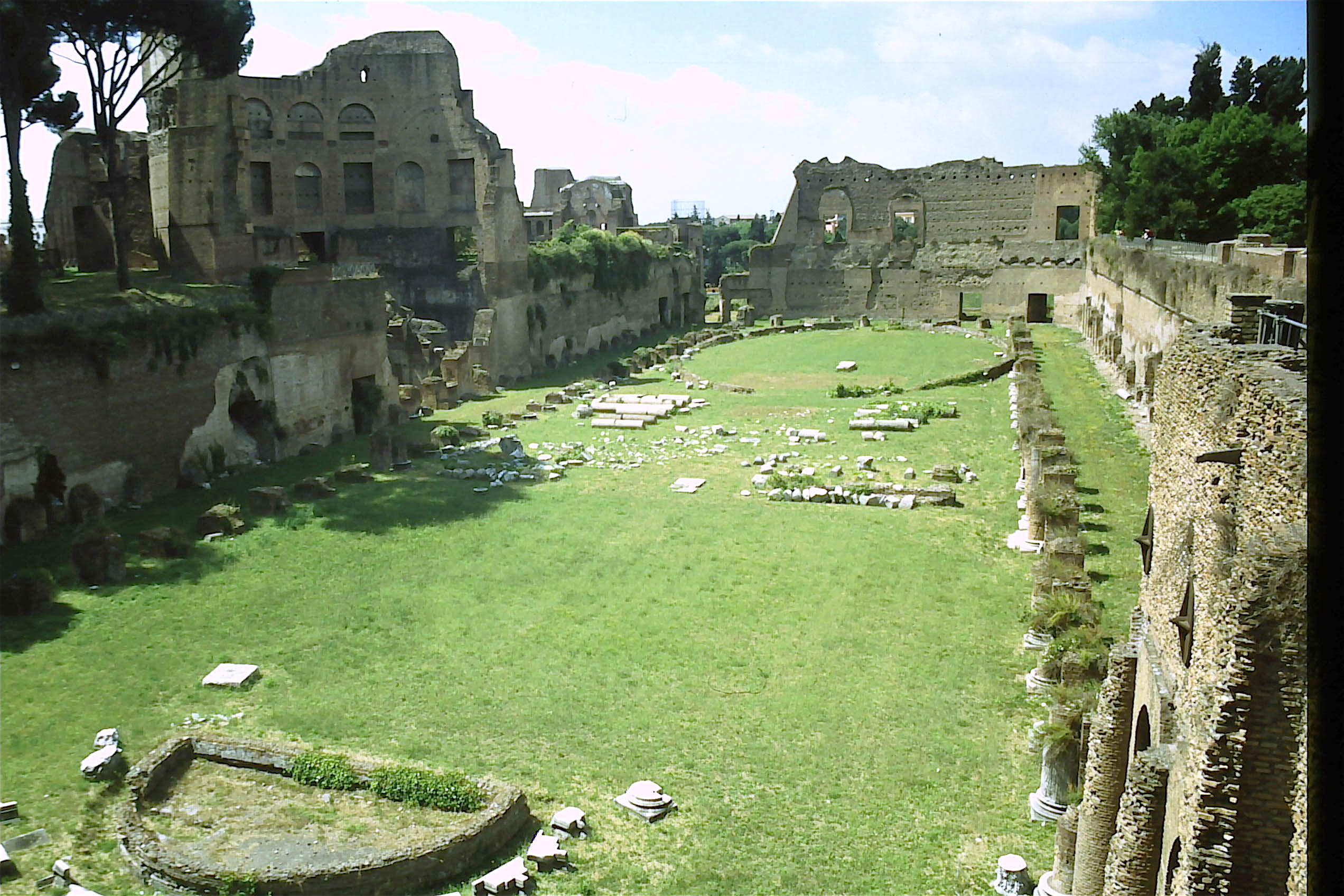
Jardín o "estadio" del Palacio de Domiciano

El llamado Hipódromo o Estadio de Domiciano (160 x 48 m) se extiende por todo el lado oriental de la Domus Augustana. Tiene la apariencia de un circo romano, pero es demasiado pequeño para haber albergado carreras de carros. En realidad era un enorme y elaborado jardín hundido. :a mayor parte de la estatuaria del cercano museo del Palatino procede del estadio. A Domiciano le gustaba esta forma de jardín, como demuestra el que también construyó en su Villa de campo en las colinas de Alba. Es posible que se utilizara como escuela de equitación privada, que solía estar presente en las villas privadas de la época según Plinio el Joven. En las Actas de los Mártires se menciona un Hippodromus Palatii en lo relativo al martirio de San Sebastián, que sin duda debía ser éste.
En el lado oriental hay una gran exedra semicircular de tres niveles que estaba decorada con esculturas y fuentes y que ofrecía vistas al jardín inferior, con un mirador en la parte superior de su cúpula de hormigón. Alrededor del perímetro discurría un pórtico de dos plantas soportado por esbeltas columnas enchapadas en costosos mármoles de colores, cuyo nivel inferior era un paseo protegido y con una elaborada bóveda de techo estucada.

### Historia
El estadio fue la última sección del palacio que se construyó después de que las dos primeras partes se completaran en el año 92 d. C.. Sustituyó a edificios más antiguos que databan de la republicana y de Nerón.
Los sellos de ladrillo muestran que Adriano reforzó la estructura de los pórticos y que en la época de Severo la exedra se redujo a un cuarto de círculo exterior cuando se construyeron las adyacentes Termas Severas. El pequeño recinto ovalado del extremo sur data de la época de Teodorico (principios del siglo IV), cuando quizá se utilizó como anfiteatro privado (ciertamente no como campo de entrenamiento para gladiadores, ya que este tipo de espectáculo se abolió desde la época de Honorius).
El complejo fue descubierto y excavado en el siglo XVIII, a lo que pronto siguió un saqueo que comprometió irremediablemente el estado del edificio.

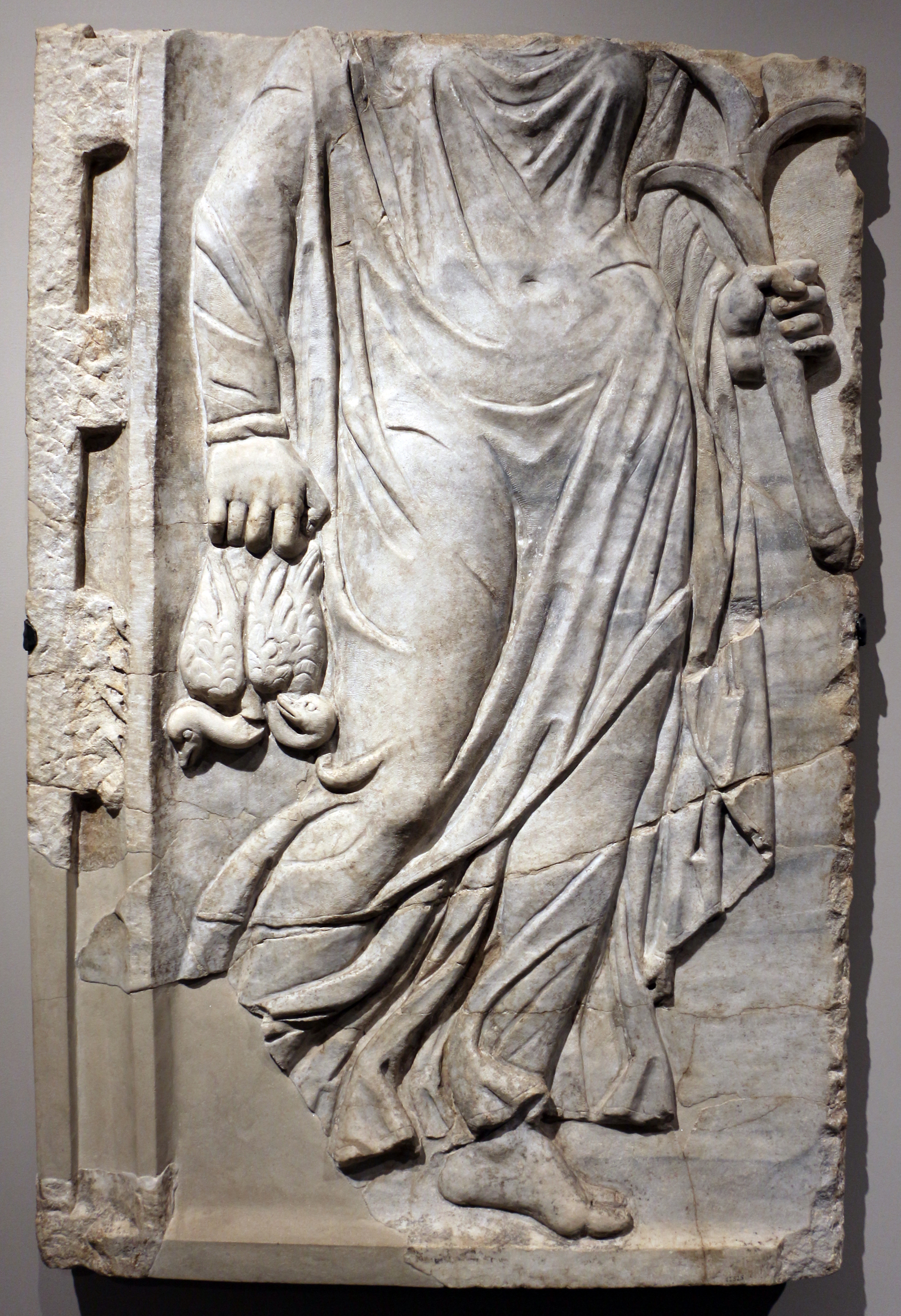
"Primavera"
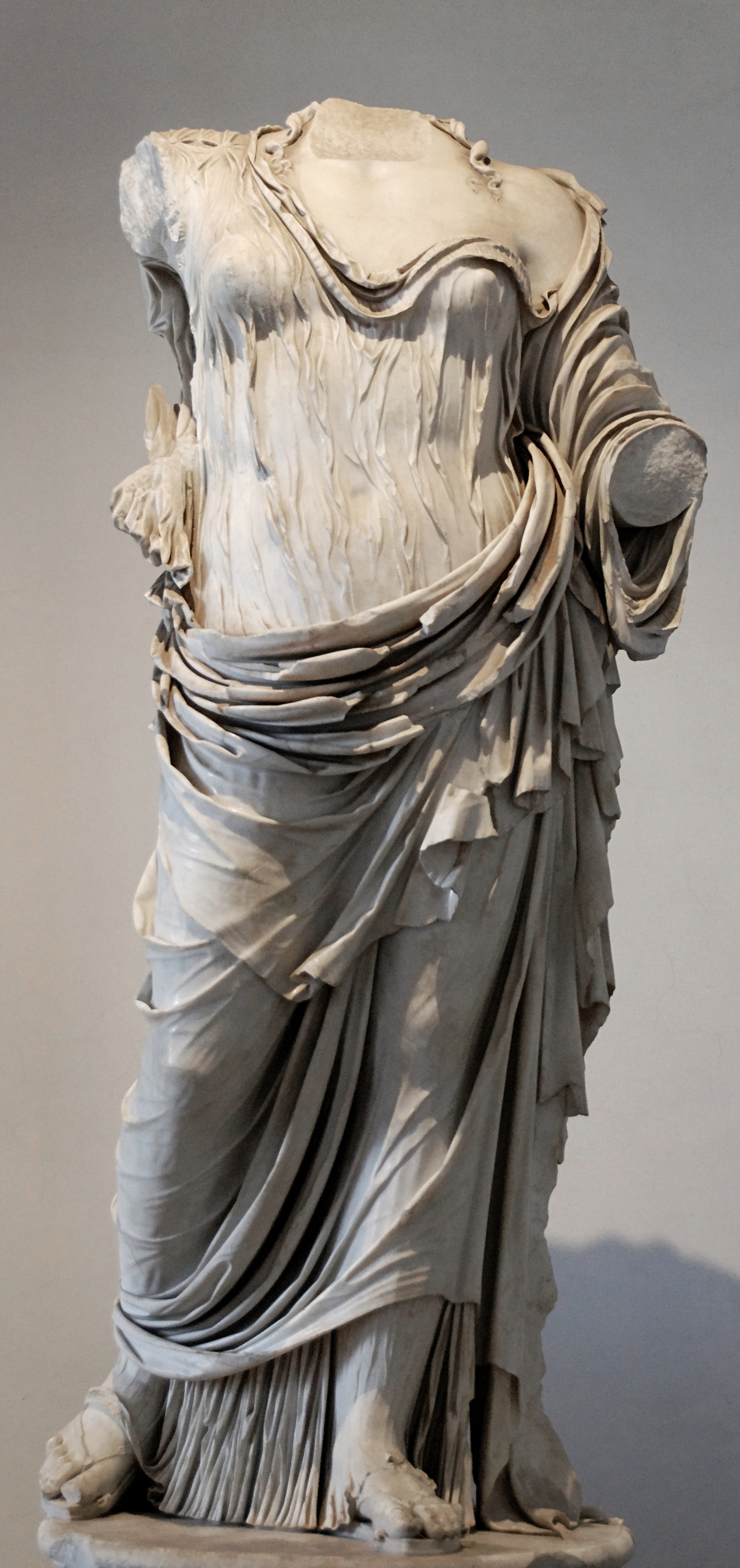
Afrodita
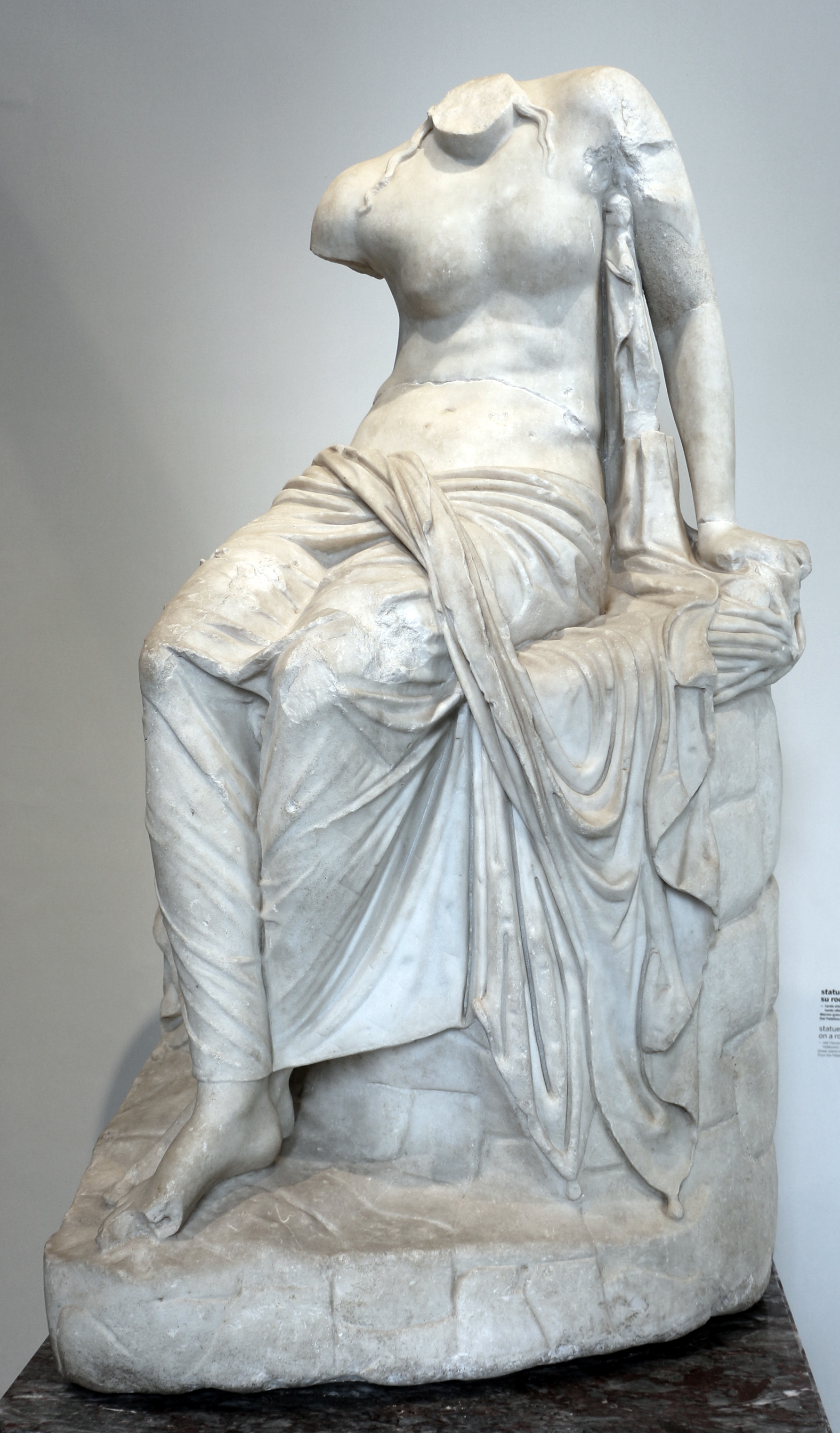
Ninfa, 69–96 d.C.
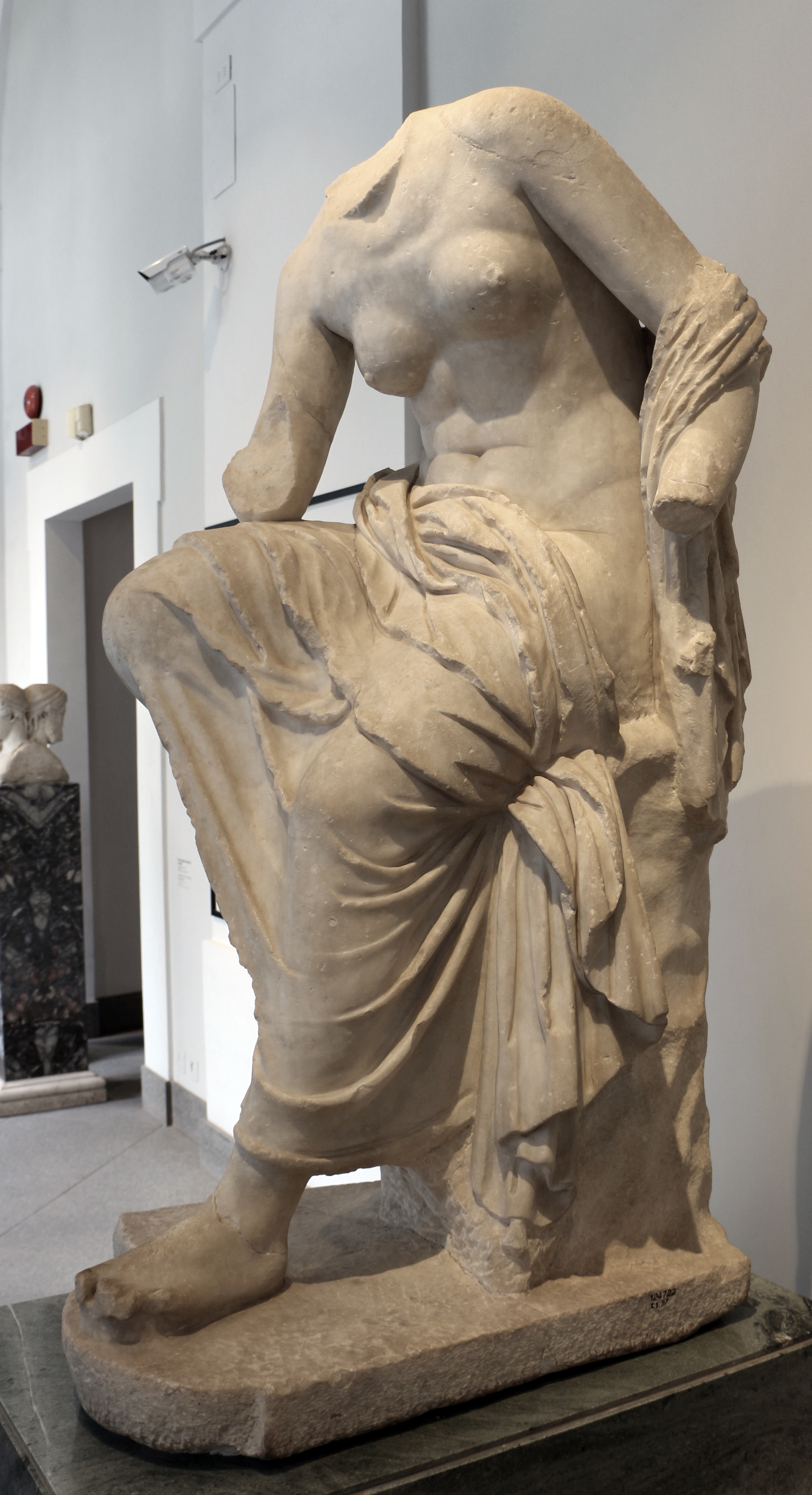
Musa, 90 d.C.